# Broadcast (gruppo musicale)
I Broadcast sono un gruppo musicale inglese di indietronica nato a Birmingham nel 1995.
Fondatori del gruppo erano Trish Keenan (voce), Roj Stevens (tastiere), Tim Felton (chitarra) e James Cargill (basso). Alla batteria si sono alternati Keith York, Phil Jenkins, Jeremy Barnes, Steve Perkins e Neil Bullock. Nel 2005 il gruppo era composto soltanto da Trish Keenan e James Cargill, con Tim Felton che aveva ormai intrapreso un nuovo percorso musicale (Seeland) con Billy Bainbridge, uno dei fondatori del gruppo Plone.
Dopo la prematura scomparsa di Trish Keenan, avvenuta nel 2011, James Cargill è rimasto l'unico membro.

## Storia
I primi lavori del gruppo furono dei singoli pubblicati con la Duophonic Records (The Book Lovers, 1996) e la Wurlitzer Jukebox Records (Accidentals, 1997). The Book Lovers inoltre fu anche uno dei brani facenti parte della colonna sonora del film Austin Powers - Il controspione. Attirarono così l'attenzione della Warp Records, con la quale pubblicarono nel 1997 una compilation contenente alcuni dei loro primi singoli, Work and Non Work.
In totale la band ha pubblicato cinque album, sette EP e due raccolte di singoli ed EP. Nel 2009 dalla collaborazione con The Focus Group (un progetto di musica elettronica sperimentale portato avanti dal graphic designer e cofondatore dell'etichetta Ghost Box Julian House) scaturì il mini-album Broadcast and The Focus Group Investigate Witch Cults of the Radio Age. Alla fine del 2009 il brano I Found the F fu reinterpretato da Gravenhurst nella compilation Warp20 (Recreated).
Il gruppo fu scelto da Matt Groening per esibirsi al festival di musica moderna di avanguardia All Tomorrow's Parties che egli stesso curava nel maggio 2010 a Minehead.
Lo stile della band è caratterizzato dal massiccio utilizzo di sonorità elettroniche e dalla voce stile anni sessanta di Trish Keenan. Forte è anche l'influenza del gruppo psichedelico americano attivo alla fine degli anni sessanta The United States of America, i cui effetti sonori sono in parte integralmente riadoperati, e della musica degli Stereolab. Queste forti influenze però non hanno impedito alla band di avere una propria sonorità distintiva, caratterizzata da atmosfere più cupe e spigolose e dal ricorso a campionature amorfe e dissonanti che creano un'atmosfera retrofuturista e fantascientifica.
Il 14 gennaio 2011 la cantante e leader del gruppo Trish Keenan morì stroncata da una polmonite provocata dal Virus dell'influenza A sottotipo H1N1 all'età di 42 anni.
Dopo la scomparsa di Trish Keenan, James Cargill è rimasto l'unico componente del gruppo e, in un'intervista con la rivista Under the Radar, ha rivelato che è in cantiere un nuovo album contenente alcuni pezzi registrati da Trish Keenan prima della sua morte.
Dei Broadcast è la colonna sonora del film della Warp Films Berberian Sound Studio (2012).

## Discografia

### Album
| Anno                                     | Titolo | Posizione migliore          | Posizione migliore |
| Anno                                     | Titolo | US Top Electronic Albums[7] | US Indie[7]        |
| ---------------------------------------- | --- | --------------------------- | ------------------ |
| 2000                                     | The Noise Made by People - Data pubblicazione: March 20, 2000 - Label: Warp - Formato: CD, LP                                                        | —                           | —                  |
| 2003                                     | Haha Sound - Data pubblicazione: Agosto 11, 2003 - Etichetta: Warp - Formato: CD, LP                                                                 | 8                           | 50                 |
| 2005                                     | Tender Buttons - Data pubblicazione: Settembre 19, 2005 - Etichetta: Warp - Formato: CD, LP                                                          | —                           | —                  |
| 2009                                     | Broadcast and The Focus Group Investigate Witch Cults of the Radio Age - Release date: 26 ottobre 2009 - Etichetta: Warp - Formato: CD, LP, download | —                           | —                  |
| 2013                                     | Berberian Sound Studio OST - Release date: Gennaio 2013 - Etichetta: Warp - Formato: CD, LP, download                                                | —                           | —                  |
| "—" denotes releases that did not chart. | |                             |                    |

### Compilations
| Year                                     | Title                                                                                           | Peak chart positions        | Peak chart positions |
| Year                                     | Title                                                                                           | US Top Electronic Albums[7] | US Indie[7]          |
| ---------------------------------------- | ----------------------------------------------------------------------------------------------- | --------------------------- | -------------------- |
| 1997                                     | Work and Non Work - Data pubblicazione: Giugno 9, 1997 - Label: Warp - Formato: CD, LP, CS      | —                           | —                    |
| 2006                                     | The Future Crayon - Data pubblicazione: Agosto 21, 2006 - Etichetta: Warp - Formato: CD, LP, DL | 22                          | —                    |
| "—" denotes releases that did not chart. |                                                                                                 |                             |                      |

### EP
| Year | Title                                                                                            |
| ---- | ------------------------------------------------------------------------------------------------ |
| 1996 | The Book Lovers - Data pubblicazione: Novembre 25, 1996 - Label: Duophonic - Formato: CD, LP     |
| 2000 | Extended Play - Data pubblicazione: Febbraio 21, 2000 - Label: Warp - Formato: CD, LP            |
| 2000 | Extended Play Two - Data pubblicazione: Settembre 25, 2000 - Etichetta: Warp - Formato: CD, LP   |
| 2003 | Pendulum - Data pubblicazione: Maggio 5, 2003 - Etichetta: Warp - Formato: CD, LP                |
| 2003 | Microtronics, Volume 01 - Data pubblicazione: Maggio 5, 2003 - Etichetta: Warp - Formato: 3" CD  |
| 2005 | Microtronics, Volume 02 - Data pubblicazione: Settembre, 2005 - Etichetta: Warp - Formato: 3" CD |
| 2009 | Mother Is the Milky Way - Data pubblicazione: Ottobre, 2009 - Formato: CD                        |

### Singoli
| Anno | Titolo                                                                            | Certificazione | Album                    |
| ---- | --------------------------------------------------------------------------------- | -------------- | ------------------------ |
| 1997 | "Accidentals"                                                                     |                | Work and Non Work        |
| 1997 | "Living Room"                                                                     |                | Work and Non Work        |
| 1999 | "Echo's Answer"                                                                   |                | The Noise Made by People |
| 1999 | "Drums on Fire"                                                                   |                | non-album single.        |
| 2000 | "Come On Let's Go"                                                                |                | The Noise Made by People |
| 2005 | "America's Boy"                                                                   |                | Tender Buttons           |
| 2010 | Broadcast and The Focus Group "Inside Out" "The Song Before" "Tuesday's Offering" |                | non-album single.        |